# Blindia subimmersa
Blindia subimmersa là một loài rêu trong họ Seligeriaceae. Loài này được (Lindb.) I. Hagen mô tả khoa học đầu tiên năm 1910.